# Xian de Xiangshui
Le xian de Xiangshui (响水县 ; pinyin : Xiǎngshuǐ Xiàn) est un district administratif de la province du Jiangsu en Chine. Il est placé sous la juridiction de la ville-préfecture de Yancheng.

## Démographie
La population du district était de 557 302 habitants en 1999.